# Centropomus robalito
Centropomus robalito es una especie de pez del género Centropomus, familia Centropomidae, orden Perciformes. Fue descrita científicamente por Jordan & Gilbert en 1882.
Es una especie inofensiva para el ser humano y comercializada en pesquerías.

## Descripción
La longitud estándar es de 37,4 centímetros. Puede alcanzar un peso máximo de 626 gramos.

## Distribución y hábitat
Se distribuye por el Pacífico Oriental: golfo de California al norte de Colombia. Habita en estuarios.